# Reggie Johnson
Pour les articles homonymes, voir Johnson.
Reggie Johnson est un boxeur américain né le 28 août 1966 à Houston, Texas.

## Carrière
Champion des États-Unis des poids moyens en 1990, il s'incline une première fois lors d'un championnat du monde IBF de la catégorie le 29 juin 1991 de peu aux points face à James Toney mais remporte l'année suivante le titre vacant WBA aux dépens de Steve Collins. Après trois défenses victorieuses contre Lamar Parks, Ki Yun Song et Wayne Harris, Johnson perd sa ceinture le 22 avril 1992 face à John David Jackson puis deux autres combats de championnat du monde contre l'Argentin Jorge Fernando Castro. Il décide alors de changer de catégorie et devient le 6 février 1998 champion du monde des poids mi-lourds IBF en battant par KO au 5e round William Guthrie. Il sera en revanche nettement dominé par Roy Jones Jr. lors du combat de réunification des ceintures WBA, IBF et WBC le 5 juin 1999.